# Президентские выборы в Литве (2024)
Президентские выборы в Литве 2024 года прошли 12 мая (1-й тур) и 26 мая. Одновременно с первым туром выборов президента Литвы состоялся референдум о разрешении множественного гражданства. Поскольку ни один кандидат не получил абсолютного большинства голосов, на 26 мая был назначен второй тур. На выборах главными претендентами на пост президента стали действующие лидеры страны, президент Гитанас Науседа и премьер-министр Ингрида Шимоните.

## Предыстория
Президент Литвы обладает большей властью, чем его коллеги в соседних Эстонии и Латвии; функции президента Литвы аналогичны функциям президентов Франции и Румынии. Подобно им, но в отличие от президентов в полностью президентской системе, такой как США, президент Литвы обычно обладает наибольшим влиянием во внешней политике. Помимо обычных дипломатических полномочий глав государств, а именно приёма верительных грамот иностранных послов и подписания договоров, президент также определяет основные направления внешней политики Литвы. Президент также является главнокомандующим Вооружёнными силами Литвы и, соответственно, возглавляет Государственный совет обороны и имеет право назначать начальника обороны (при условии согласия Сейма).
Президент также играет значительную роль во внутренней политике, обладая правом вносить в Сейм законопроекты и накладывать вето на принятые им законы, назначать премьер-министра и утверждать сформированное им правительство, а также иметь право распускать Сейм и объявить внеочередные выборы после успешного выражения вотума недоверия или если Сейм откажется утвердить бюджет, предложенный правительством, в течение шестидесяти дней. Однако следующий избранный Сейм может принять ответные меры, объявив о досрочных президентских выборах. Кроме того, согласно постановлению Конституционного суда Литвы в 1998 году, президент обязан по закону предлагать на пост премьер-министра кандидата парламентского большинства.
Президент также обладает неформальной властью, поскольку, согласно опросам общественного мнения, должность президента, как правило, пользуется большим доверием у населения, а литовские президенты исторически блокировали законы и вынуждали премьер-министров уйти в отставку (например, Гедиминаса Вагнорюса в 1998 году).

## Избирательная система
Президент Литвы избирается по системе абсолютного большинства. Для победы в первом туре кандидату требуется абсолютное большинство всех поданных голосов (включая недействительные голоса) и либо явка избирателей выше 50 %, либо доля их голосов должна быть эквивалентна не менее одной трети числа зарегистрированных избирателей. Если ни один кандидат не побеждает в первом туре, назначается второй тур, в котором участвуют два лучших кандидата. Все кандидаты в президенты независимы. Хотя некоторые кандидаты принадлежат к политической партии и/или поддерживаются ею, должность президента формально является беспартийной.
Правом баллотироваться на пост президента обладают граждане Литвы в возрасте не менее 40 лет, у которых хотя бы один из родителей был также гражданином (оговорка о рождённом гражданине), проживавшие в Литве не менее трёх лет до этого, не отбывающие тюремное заключение, не проходят службу в Вооружённых силах Литвы, не связаны присягой с какой-либо другой страной и никогда не подвергались импичменту. Для регистрации на выборах, каждый кандидат должен собрать не менее 20 тысяч подписей граждан Литвы.

## Кандидаты
На участие в выборах претендовали 15 политиков, из которых 12 приступили к сбору подписей не менее двадцати тысяч избирателей. Четыре претендента были отклонены или выбыли из участия в голосовании; в итоге ГИК Литвы зарегистрировала восемь кандидатов.

## Кампания
Явным фаворитом с момента объявления своей заявки 7 декабря 2023 года был действующий президент Гитанас Науседа, а его основными соперниками считались действующий премьер-министр Ингрида Шимоните — единственная женщина, претендующая на пост президента, оба были участниками второго тура предыдущих президентских выборов 2019 года, и бывший председатель Коллегии адвокатов Литвы Игнас Вегеле, кандидат, выступающий против истеблишмента. Помимо Вегеле ещё несколько кандидатов претендовали на протестное голосование. Эдуардас Вайткус считался пророссийским кандидатом на выборах и получил поддержку со стороны Шальчининкайского района с польским большинством и города Висагинас, населённого преимущественно русскими.
Национальная безопасность и финансирование армии, всеобщая воинская повинность, управление последствиями старения населения, стоимость жизни, «политика одного Китая», ратификация Стамбульской конвенции, президентская кампания Науседы в 2019 году и предполагаемые связи с бизнесом из России и Беларуси, кабинет Шимоните и его конфликт с Науседа, стали ведущими проблемами в ходе предвыборной кампании. И Науседа, и Шимоните выступают за увеличение расходов на оборону и укрепление отношений с НАТО, но разошлись во мнениях по ряду других вопросов, таким как однополые союзы, против которых выступает Науседа.
По итогам первого тура Науседа выразил благодарность литовскому народу за поддержку в течение пяти лет его пребывания на посту, несмотря на такие проблемы, как неравенство, а Шимоните заявила, что результаты свидетельствуют о поддержке её премьерства. Игнас Вегеле объяснил своё поражение распределением голосов среди кандидатов, проводивших кампанию на платформе перемен, и отсутствием у него политического опыта.

## Голосование
Досрочное голосование проводилось с 8 по 10 мая, в нём приняли участие более 91 000 человек, или 3,8 % имеющих право голоса. Голосование для тех, кто не может выходить из дома, проходило 10-11 мая.
В первом туре голосования 12 мая избирательные участки открылись в 07:00 и работали до 20:00 по местному времени. Организация по безопасности и сотрудничеству в Европе впервые не отправила в Литву наблюдателей за выборами после того, как литовское правительство отказалось принять наблюдателей из России и Белоруссии по соображениям национальной безопасности, что, по мнению ОБСЕ, было нарушение её правил. Это побудило Игнаса Вегеле раскритиковать «отсутствие прозрачности» из-за отсутствия наблюдателей от ОБСЕ. Двум тысячам других наблюдателей было разрешено наблюдать за выборами. Никаких инцидентов, связанных с выборами, властями Литвы не зафиксировано.

## Результаты
В первом туре голосования 12 мая ни один кандидат не получил абсолютного большинства. Второй тур состоялся 26 мая. Из восьми кандидатов больше всех голосов набрал действующий президент Гитанас Науседа (44,30 %), второе место заняла премьер-министр Ингрида Шимоните (20,22 %), они и соперничали друг с другом во втором туре голосования. Первое место занял Гитанас Науседа (75,58 %), второе место заняла Ингрида Шимоните (24,42 %). Науседа победил во всех муниципалитетах, кроме Вильнюса, где первенствовала Шимоните, а также Шальчининкая и Висагинаса, где победил Эдуардас Вайткус. Явка в первом туре составила 59,95 %, во втором 49,15 %, что стало третьим по величине показателем на выборах в Литве после президентских выборов 1993 и 1997 годов.
| Кандидат                            | Партия                              | 1-й тур   | 1-й тур | 2-й тур   | 2-й тур |
| Кандидат                            | Партия                              | Голоса    | %       | Голоса    | %       |
| ----------------------------------- | ----------------------------------- | --------- | ------- | --------- | ------- |
| Гитанас Науседа                     | Независимый                         | 632 811   | 43,95   | 886 874   | 75,29   |
| Ингрида Шимоните                    | Союз Отечества                      | 288 774   | 20,05   | 291 054   | 24,71   |
| Игнас Вегеле                        | Независимый                         | 177 863   | 12,35   |           |         |
| Ремигиюс Жемайтайтис                | Заря над Неманом                    | 132 599   | 9,21    |           |         |
| Эдуардас Вайткус                    | Независимый                         | 105 255   | 7,31    |           |         |
| Дайнюс Жалимас                      | Независимый                         | 51 417    | 3,57    |           |         |
| Андрюс Мазуронис                    | Партия труда                        | 19 905    | 1,38    |           |         |
| Гедримас Еглинскас                  | Независимый                         | 19 766    | 1,37    |           |         |
| Действительных голосов              | Действительных голосов              | 1 428 390 | 99,19   | 1 177 928 | 98,49   |
| Недействительных/пустых бюллетеней  | Недействительных/пустых бюллетеней  | 11 607    | 0,81    | 18 073    | 1,51    |
| Всего                               | Всего                               | 1 439 997 | 100     | 1 196 001 | 100     |
| Зарегистрированных избирателей/Явка | Зарегистрированных избирателей/Явка | 2 401 807 | 59,95   | 2 404 421 | 49,74   |
| Источник: VRK                       |                                     |           |         |           |         |

### Комментарии
1. 1 2  Поддержан Социал-демократической партией Литвы и Партией регионов Литвы
2. 1 2  Поддержан Союзом крестьян и зелёных Литвы, Литовской партией христианской демократии[лит.], Христианским союзом[лит.] и партией «Свобода и справедливость»[лит.]
3. ↑  Поддержан Избирательной акцией поляков Литвы
4. ↑  Поддержан Партией свободы
5. ↑  Поддержан Демократическим союзом «Во имя Литвы»